# Emmetsburg
Emmetsburg è una città degli Stati Uniti d'America, situata nello Stato dell'Iowa, nella Contea di Palo Alto, della quale è il capoluogo.